# نجوى قاسم
نجوى قاسم (7 يوليو 1967 - 2 يناير 2020)، إعلامية لبنانية عملت مقدمة برامج سياسية في تلفزيون المستقبل وقناة العربية والعربية الحدث حيثُ قدمت البرنامج اليومي «حدث اليوم»، و«نهاية الأسبوع».

## حياتها
وُلدت في بلدة جون بمحافظة جبل لبنان، وانتقلت للعاصمة بيروت مع عائلتها في عمر السنتين حيث ترعرعت فتابعت دراستها هناك. أكملت دراستها الجامعية في الجامعة اللبنانية، وتخرّجت منها في عام 1993 ونالت شهادة الماجستير فيها لكنها تحولت للعمل الإعلامي لشغفها بالسياسة. لم تتزوج.

## مشوارها المهني
كانت بدايتها في الإعلام منذ عام 1991 عبر «قناة الجديد» عندما أعلنت القناة عن حاجتها لمذيعين جدد فتقدّمت بطلب وقبلت، وعملت هناك لأشهر، ثم انتقلت بعدها لتكون أول مذيعة تطل عبر تلفزيون المستقبل في أوائل سنة 1993م. وغطّت أخبار الحروب في أفغانستان والعراق ولبنان؛ حيث عملت فيهِ لمدة أحد عشر عامًا وقدمت برامج مهمة مختصة بالأسرى اللبنانيين والعرب في السجون الإسرائيلية ولقد تابعت هذه القضية بشغف كبير حتى تحرير عدد كبير من هؤلاء الأسرى. كما واجهت العديد من الصعوبات في المحطات الرئيسية لها كإعلامية، وخلال تغطية العديد من الأحداث المهمة محلياً وعالمياً كتغطية الحرب على أفغانستان في عام 2001 كمراسلة حربية كما أنها كانت شاهدة على الغزو الأميركي للعراق في عام 2003، ولقد نجت بأعجوبة من الموت بعد تعرّض «فندق فلسطين» للقصف الجوي من الطيران الأمريكي. ثم انتقلت إلى قناة العربية في عام 2003 صحفيةً ومذيعة رغبةً منها في قناة أكثر تخصصًا في الأخبار السياسية.

### نجاتها من تفجير إرهابي في بغداد
في عام 2004 نجت من حادثة تفجير إرهابي استهدف مكتب قناة العربية في بغداد، نهضت من بين الحطام حاملة الميكرفون لتبُث على الهواء وقائع الحادث قبل أن تهرع إلى الشارع لإيقاف السيارات لنقل الجرحى للمستشفيات.

### ألقابها
حصلت في عام 2006 على جائزة أفضل مذيعة في المهرجان العربي الرابع للإعلام في بيروت. سُمّيت على موقع قناة العربية بـ «قطعة الكريستال» وسمّتها جريدة الرياض السعودية بـ «المراسلة الحربيّة». اختيرت في عام 2011 من بينِ أقوى مائة سيدة في العالم العربي من قبل مجلة أريبيان بزنس؛ وحصلت في العام الموالي على جائزة مؤسسة مي شدياق للإبداع التلفزيوني.

## الجوائز
- 2006: جائزة أفضل مذيعة من من المهرجان العربي الرابع للإعلام
- 2012: جائزة الإبداع التلفزيوني من مؤسسة مي شدياق

## وفاتها
أعلن مالك الروقي مدير أخبار قناة إم بي سي عن وفاتها في الثاني من كانون الثاني/يناير 2020، بسبب سكتة قلبية وذلك عبرَ تغريدةٍ نشرها على حسابهِ الرسمي في موقع التدوينات المُصغّر تويتر.
آخر ما كتبته، كان خلال الاحتفال برأس السنة الجديدة في دبي، قائلة: 

### ردود الفعل على وفاتها[14]
- الرئيس سعد الحريري: «صدمة حقيقية ومحزنة، أن ترحل نجوى قاسم في عز العطاء والشباب. رافقت مشوار تلفزيون المستقبل منذ تأسيسه وسطعت على شاشته نجمة متألقة، قبل أن تنتقل إلى دبي حيث تابعت التفوق والنجاح. خسارة لنا وللإعلام اللبناني العربي. رحم الله نجوى قاسم وأحر التعازي لأسرتها وأسرة العربية – الحدث».
- سفير السعودية في الإمارات تركي الدخيل: «وداعاً للصديقة الغالية الأستاذة نجوى_قاسم... وداعاً سيدة الأخلاق والأدب والمهنية والاحترافية... وداعاً صديقة الجميع... رحمة الله عليك رحمة واسعة... إنا لله وإنا إليه راجعون».
- الوزيرة مي شدياق «صُعقت بالخبر المؤلم مع مطلع العام الجديد ماذا حصل! أنا عاجزة عن إيقاف دموعي! لقد بكيت كثيراً! أنت صديقة وفية، إعلامية لامعة!».
- أحمد رمضان، رئيس حركة العمل الوطني من أجل سوريا: «رحم الله الزميلة نجوي_قاسم الإعلامية الماهرة وصاحبة الحضور المميز، والبصمة الهامة في الإعلام العربي. العزاء لعائلتها، وأسرتها الإعلامية الكبيرة، والزملاء في العربية والحدث، وألهمهم الصبر. سنفتقدك كثيراً يا نجوى الرحمة لك والعزاء لمحبيك».
- الإعلامي مصطفى الآغا: «بداية حزينة لعالم 2020 وخبر وفاة الزميلة نجوي قاسم بذبحة قلبية حسبما سمعنا... خالص العزاء لأسرتها وزملاء مهنتها الذين تأثروا جداً برحيلها المفاجئ».
- زاهي وهبي: «خبرٌ مباغتٌ ومحزنٌ في مطلع العام الجديد. وداعًا نجوى قاسم زميلة المهنة والبدايات والمتاعب ومشقّات الحياة، لروحها الرحمة والمغفرة والسلام».
- الإعلامي محمد أبو عبيد: «وآخر نجواها أن ترجو للناس عاما ملؤه الخير، وأن تسأل رب العباد أن يحفظ البلاد، ووطنها في العام الجديد 2020. كأنها قدمت وصيتها كي ترحل وقلبها منشغل ببلدها. ترحلين جسدا وروحك باقية فينا كم أذعت من الأخبار وتنهين المسيرة بأنك الخبر الفاجع. رحمك الله نجوى قاسم إنا على فراقك لمحزونون».
- الإعلامي السعودي، مفيد النويصر: «رحم الله قطعة الكريستال الأستاذة نجوى قاسم، الزميلة في قناة العربية، كانت صحافية ومراسلة حربية من طراز رفيع، إذ غطت أخبار الحروب بأفغانستان والعراق ولبنان.. وواجهت أحداث تفجير مكتب العربية ببغداد 2004 ولم يمنعها هذا الحادث أن تواصل تغطيتها ثم تركض للشارع لتسعف الجرحى».
- الإعلامية ديانا مقلد، في تغريدة على حسابها عبر "تويتر" قاسم، مشيرةً، إلى أنّ "نجوى رفيقة البدايات في التسعينيات، سكت قلبها في منزلها في دبي "نجوى إعلامية مكافحة كانت تعطي بسخاء وكرست حياتها كلها لعائلتها ومحبيها وكانت متفانية في عملها حتى اللحظة الأخيرة خبر حزين جدًا وصادم جدًا جدًا".
- الفنانة اللبنانية، نجوى كرم: «الله يرحم الإعلامية نجوى قاسم وتكون روحها في السماء».
- الفنانة اللبنانية إليسا: «شو محزن هالخبر مع بداية السنة الجديدة. نجوى قاسم كان العمر قدامها طويلا وكان عندها كتير لتقدمو بمشوارها بعد. الله يرحمها ويصبّر عيلتها عا هالمأساة. الموت حق وربنا يصبرن».